# Konzil von Troyes 1129
Das Konzil von Troyes fand am 13. Januar 1129 statt; die lange Zeit übliche Datierung ins Jahr 1128 gilt nach den Forschungen von Rudolf Hiestand als überholt.
Den Vorsitz führte der päpstliche Legat und Kardinalbischof Matthäus von Albano. Bekannte weitere Anwesende waren unter anderem die Erzbischöfe Reinald von Reims und Heinrich von Sens,
die Bischöfe Gottfried von Chartres, Josselin von Soissons, Stephan von Paris, Hatto von Troyes, Johann von Orléans, Hugo von Auxerre, Burkard von Meaux, Erlebert von Chalons-sur-Marne, Bartholomäus von Leon und Peter von Beauvais,
die Zisterzienser-Äbte Bernhard von Clairvaux, Stephan Harding von Cîteaux, Hugo von Mâcon von Pontigny und Guido von Trois-Fontaines,
die Benediktiner-Äbte Reinald von Vézelay, Ursio von Saint-Denis, Herbert von Saint-Etienne und Guido von Molesme,
sowie die weltlichen Grafen Theobald IV. von Blois, Wilhelm II. von Nevers und Andreas von Beaumont.
Nur einer der verhandelten Gegenstände ist bekannt. Auf dem Konzil erhielt der Templerorden (Arme Ritterschaft Christi vom salomonischen Tempel) eine feste Regel. In ihrem Vorwort wird das Konzil explizit erwähnt, ebenso die Anwesenheit der Templer Hugo von Payns und Andreas von Montbard.
Umstritten war lange die Bedeutung, die Bernhard von Clairvaux auf dem Konzil spielte. Seine Anwesenheit wird heute nicht mehr bezweifelt, dagegen dürfte er die Regel kaum selbst verfasst haben.